# Милиус, Иоганн Даниэль

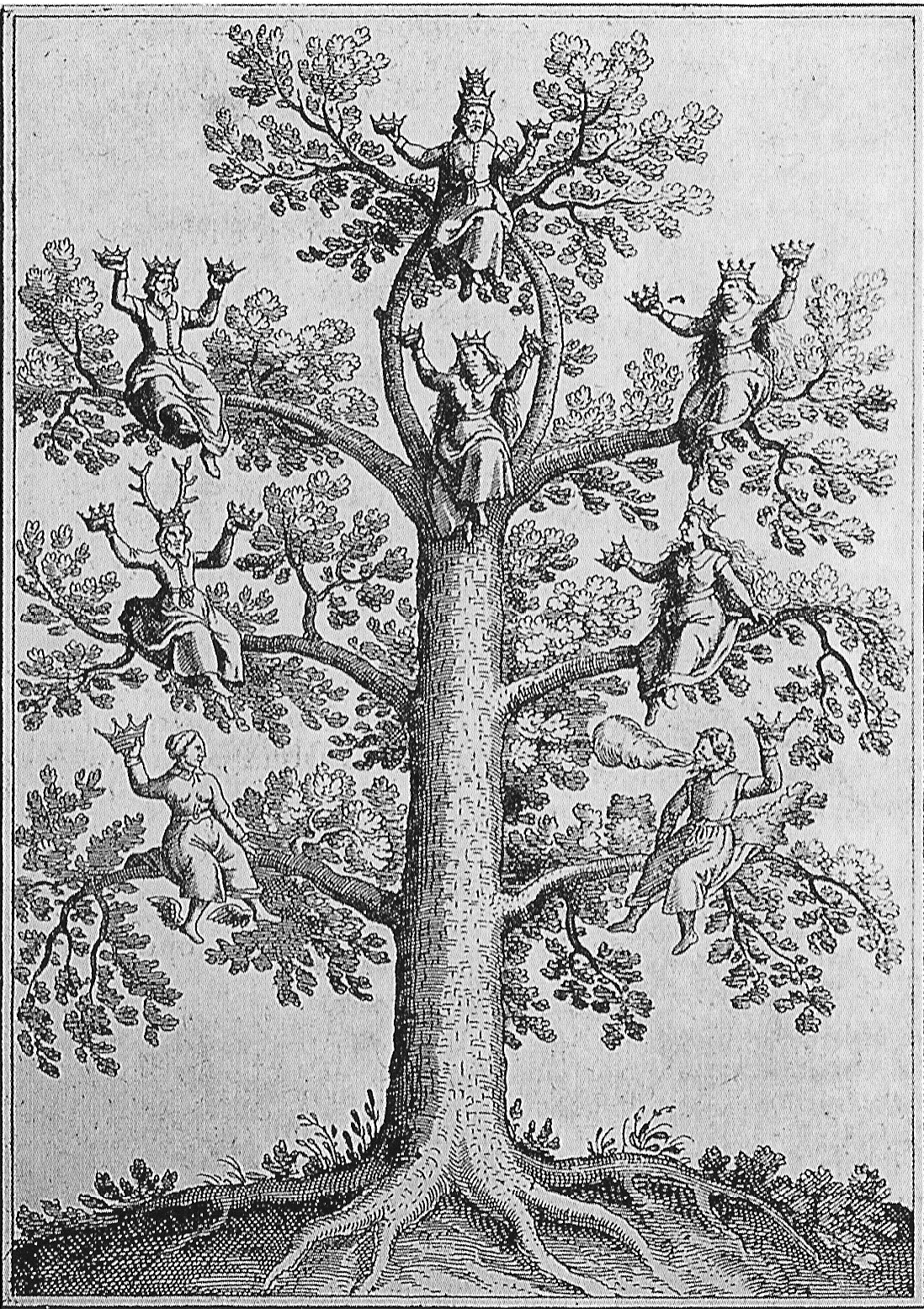
Иллюстрация из «Anatomia auri» Милиуса 1628 года

Иоганн Даниэль Милиус (нем. Johannes Daniel Mylius, 1585, Гемюнден, Вальдек-Франкенберг — 1642) — композитор для лютни и автор в области алхимии. Родился в Веттере на территории современного Гессена, Германия. Он был крещён 24 мая 1585 года, был сыном пастора, и его семья владела суконной фабрикой в Веттере, недалеко от Марбурга. Иоганн изучал богословие и медицину в Марбургском университете. Он был шурином и учеником Иоганна Гартмана (1568–1613).
В 1616 году, будучи ещё студентом-медиком, Милиус опубликовал «Ятрохимик» Дункана Бернета. Opus medico-chymicum, собственный алхимический труд Милиуса, был опубликован через два года. Известный благодаря сборнику Thesaurus gratiarum (1622) пьес для лютни. В том же году была опубликована его Philosophia Reformata. Милиус был личным врачом Морица из Гессена, а среди его покровителей были Мориц Оранский и Фредерик Генрих Оранский. Он также написал богословскую книгу (Christliche reformierte Theologia 1621 года), стремясь объединить кальвинистов и лютеран.

## Работы
- Opus medico-chymicum. 1618 год.
- Антидотарий. 1620 год.

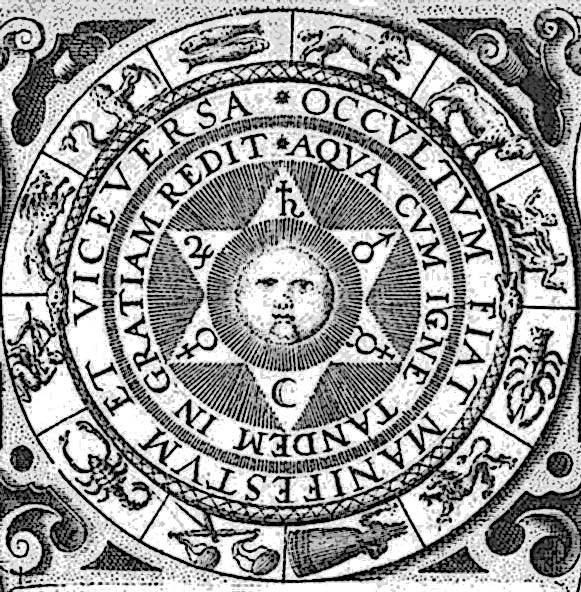
Иллюстрация из Opus medico-chymicum Милиуса 1618 года

- Реформированная философия. 1622 год.
- Анатомия ушной раковины. 1628 год.
- Danielis Milii Pharmacopoeae spagyricae, sive Practicae universalis Galeno-chymicae libri duo. - Франкфурт: Schönwetter, 1628. Цифровое издание